# Harris Goldsmith
Harris Goldsmith (23 de noviembre de 1935 en la ciudad de Nueva York - 2 de abril de 2014 en la ciudad de Nueva York) fue un pianista, profesor de música y crítico de música clásica.
Goldsmith obtuvo los títulos de Bachelor y Master en Música en la Manhattan School of Music, donde estudió con Robert Goldsand como estudiante de piano. Sus primeras influencias musicales incluyen a los conductores Arturo Toscanini y Guido Cantelli.
Goldsmith, conocido entre sus pares como un músico obstinado, fue recomendado por uno de sus instructores para convertirse en un crítico de música. Escribió para la revista High Fidelity, donde se convirtió en una voz influyente en el " apogeo de la LP clásico". Sus amigos dijeron que él podía recordar "cada nota de la música que jamás haya escuchado". En una entrevista de 2013 en la ciudad de Nueva York la crítica de cultura Sara Fishko, recordó la actuación de Toscanini 60 años antes: "el que realmente me impactó es la Eroica lo hizo el 6 de diciembre de 1953, porque yo ya estaba bien familiarizada con la pieza de su grabación de 1949". Mientras Goldsmith podría ser efusiva sobre sus actuaciones, se hizo muy conocida a principios de su carrera críticas por sus báraros comentarios. Recordando a una revisión de los preludios de Chopin realizados por Alexander Brailowsky, dijo, "Realmente así... Yo dije: ' Alexander Brailowsky se entrega a los clichés y los caprichos del gusto. Su actuación es grotesca, fragmentaria y torpe". Él se dedicó a escribir después para High Fidelity, Musical America, así como contribuir al Opus, el New York post y The New York Times. También proporcionó notas para muchas reediciones de grabaciones de música clásica, y organizó unas grabaciones en un set de 12 discos de Guido Cantelli, que él anotó. Él compartió un Premio Grammy en 1995 al Mejor Álbum Histórico por sus notas que acompañan a The Heifetz Collection.